# 772
772 (DCCLXXII, na numeração romana) foi um ano bissexto do século VIII do  Calendário Juliano, da Era de Cristo, e as suas letras dominicais foram E e D, totalizando 53 semanas, com início a uma quarta-feira e terminou a uma quinta-feira.
| Ano completo                           |
| -------------------------------------- |
| Ano bissexto com início à quarta-feira |

## Eventos
- 1 de fevereiro — Eleito o Papa Adriano I.

## Mortes
- 3 de Fevereiro - Papa Estêvão IV